# 村上☆健
村上☆健（むらかみ☆たけし、1969年9月12日 - ）は、日本の男子リングアナウンサー。フリーランス。東京都国分寺市出身。
身長170cm、体重72kg。

## 経歴
2002年ツインメッセ静岡大会にてデビュー。
大日本プロレス、アパッチプロレス軍のリングアナを務める一方で、自主興行「ドリーミンプロジェクト」の主宰を務める。
2008年2月、自身のブログで大日本プロレス内で他団体選手による女性スタッフへの強制猥褻があったことを告発する。後に削除する。その後、大日本ならびにアパッチの両団体側の調査がまとまってないまま、独自の判断による投稿だったため、違反行為として団体から出入り禁止の処分を受け退団、フリーとなった。
同年2月27日、ブログ上で大日本プロレス関係者らに謝罪し、ブログはコメント欄をなくし、放置状態となっている。